# 대전서원초등학교
대전서원초등학교는 대한민국 대전광역시 서구 둔산동에 있는 공립 초등학교이다.

## 학교 연혁
- 1993년 7월 8일 설립인가
- 1994년 9월 1일 대전서원초등학교 개교(18학급 편성, 839명)
- 2005년 2월 28일 공주교육대학교 대용부설 연구학교 운영
- 2009년 8월 31일 급식실 신축
- 2012년 9월 20일 체육관 개관
- 2018년 2월 14일 제 24회 졸업
- 2018년 3월 1일 36학급 편성
- 2019년 2월 15일 제 25회 졸업
- 2019년 3월 2일 35학급 편성
- 2020년 2월 14일 제 26회 졸업
- 2020년 3월 2일 31학급 편성
- 2021년 2월 9일 제 27회 졸업
- 2021년 3월 2일 31학급 편성
- 2022년 3월 1일 30학급 편성

## 학교 상징
- 교화 : 개나리 - 순박한 마음, 강인한 체력
- 교목 : 소나무 - 굳센 기상, 푸른 기상

## 참고 자료
- 대전서원초등학교 - 한국교육학술정보원 학교알리미